# Шпион, которого не было
«Шпион, которого не было» (англ. Rogue Agent) — британский художественный фильм 2022 года, режиссёров Адама Паттерсона и Деклана Лоуна. В основу сценария была положена статья Майкла Броннера «В погоне за агентом Фригардом». В главных ролях Джеймс Нортон и Джемма Артертон.

## Сюжет
В основе сюжета биография афериста Роберта Хенди-Фригарда, который выдавал себя за агента британской спецслужбы МИ5 и обманом заставил нескольких человек уйти в подполье, опасаясь мести со стороны ИРА.
Знакомясь с девушками, он выдавал себя за секретного агента спецслужб и «вербовал» их, заодно влюбляя в себя. Будучи прирождённым психологом и обаятельным человеком он делал это легко. Под разными предлогами он выманивал у своих жертв деньги.
Одна из них, главная героиня Элис Арчер, оказалась не так проста и выманить у неё деньги не представилось возможным. Тогда Роберт подделал документы и вместо неё в банк послал другую девушку, безотказно верящую ему. Элис поняла, что всё, что Роберт ей рассказывал, ложь. Она обратилась к своим знакомым полицейским. В итоге Роберта нашли и поймали, когда он пытался выманить деньги у следующей жертвы.

## В ролях
- Джеймс Нортон — Роберт Хенди-Фригард
- Джемма Артертон — Элис Арчер
- Шазад Латиф — Сонни Чандра
- Мариса Абела — Софи Джонс
- Эдвина Финдли — Сэнди Хардлан
- Джулиан Бэррэтт — Фил
- Сара Голдберг — Дженни Джексон
- Джимми Акингбола — Эндрю
- Фрейя Мейвор — Майя Хенсон
- Майкл Фентон Стивенс
- Шарлотта Эйвери

## Производство и премьера
22 января 2019 года стало известно, что Джеймс Нортон исполнит главную роль и выступит продюсером фильма «В погоне за агентом Фригардом». К июню 2020 года Адам Паттерсон и Деклан Лоун были выбраны в качестве постановщиков будущего фильма. В мае 2021 года появилось сообщение, что кинокомпания Night Train Media профинансирует фильм, который получил название «Фригард» (англ. Freegard), а к актёрскому составу присоединились Джемма Артертон, Шазад Латиф, Мариса Абела, Эдвина Финдли и Джулиан Бэррэтт. Съёмки фильма начались в Лондоне 31 мая 2021 года. В июле того же года к актерскому составу присоединились Сара Голдберг, Фрейя Мейвор, Майкл Фентон Стивенс и Шарлотта Эйвери. По данным Variety Insight, бюджет фильма составит около 10 миллионов долларов. Через шесть недель Деклан Лоун объявил, что съёмки завершились 12 июля 2021 года.
Премьера фильма в Великобритании состоялась 27 июля 2022 года на сервисе Netflix. В США премьера фильма состоится в кинотеатрах и на стриминге  AMC+ 12 августа 2022 года.